# Epigeneium dempoense
Epigeneium dempoense là một loài thực vật có hoa trong họ Lan. Loài này được (J.J.Sm.) Summerh. mô tả khoa học đầu tiên năm 1957.